# Rongjiawan (häradshuvudort i Kina, Hunan Sheng, lat 29,15, long 113,10)
Rongjiawan (kinesiska: 荣家湾, 岳阳县) är en häradshuvudort i Kina. Den ligger i provinsen Hunan, i den södra delen av landet, omkring 110 kilometer norr om provinshuvudstaden Changsha. Antalet invånare är 716 829. Befolkningen består av 325 025 kvinnor och 391 804 män. Barn under 15 år utgör 15,0 %, vuxna 15-64 år 76 %, och äldre över 65 år 8,0 %.
Runt Rongjiawan är det ganska tätbefolkat, med 214 invånare per kvadratkilometer. Rongjiawan är det största samhället i trakten. Trakten runt Rongjiawan består till största delen av jordbruksmark.
Genomsnittlig årsnederbörd är 1 793 millimeter. Den regnigaste månaden är maj, med i genomsnitt 260 mm nederbörd, och den torraste är januari, med 49 mm nederbörd.